# 마크툽
마크툽(1988년 11월 23일~)은 대한민국의 가수이자 음악 프로듀서이다.

## 학력
- 이리동북초등학교 (졸업)
- 전북제일고등학교 (졸업)
- 국제예술대학 실용음악과 (졸업)

## 앨범
| Red Moon: The piano Forest | 2018 |
| Red Moon: Violent Night    | 2018 |
| Red Moon: To You My Light  | 2019 |
| Red Moon: SUPERNOVA        | 2020 |
| Red Moon: Ode To The Stars | 2020 |
| Red Moon: Full bloom       | 2021 |